# Ralph Burton
Pour les articles homonymes, voir Burton.
Ralph Burton (mort en 1768 à Scarborough, Yorkshire, en Grande-Bretagne) était un soldat britannique et un administrateur colonial au Canada. 

## Biographie
On ne connaît pas sa date de naissance. Il épouse Elizabeth St Leger, fille de Sir John St Leger en 1750 mais elle décède en 1753. Il se remarie avec Marguerite Lydius en 1763. Leur fille Mary se marie avec Napier Christie Burton, dont le nom commémorera Napierville. 

### Carrière militaire
Sa carrière militaire commence en 1742, est capitaine de cavalerie en 1745, major en 1747; lieutenant colonel du 48 d'infanterie (48 Ft.) en 1754, colonel en Amérique seulement ou il est au Siège de Louisbourg (1758). En tant que lieutenant-colonel, il participa à la capture de la Pointe-Lévy (aujourd'hui Lévis) et de Québec et à la capitulation de Montréal en 1760. Pendant l'hiver 1759-1760 et sous les ordres de James Murray, il est lieutenant-gouverneur de la ville de Québec, puis de Trois-Rivières de 1760 jusqu'en 1762. En 1764, Burton devient brigadier-général chargé de toutes les troupes de la Province of Quebec, mais il s'entend mal avec le gouverneur Murray. Il est rappelé en Grande-Bretagne en 1766. Bien qu'il ait été une figure influente dans l'histoire militaire et politique canadienne, on sait peu de choses de la vie de Burton en dehors de l'armée. Un testament daté de 1767 mentionne sa jeune épouse nommée Margaret, un fils et une fille, un domaine dans le Yorkshire, ainsi qu'une maison de ville à Londres. Sa fille Mary, héritière du général Ralph Burton, de Hotham Hall, Yorkshire épousa le général Gabriel Christie (1758-1835) et le général Christie  prit le nom de Burton par licence.